# Sévérac-l'Église
Sévérac-l'Église is een plaats en voormalige gemeente in het Franse departement Aveyron (regio Occitanie) en telt 418 inwoners (1999). De plaats maakt deel uit van het arrondissement Rodez. Op 1 januari 2016 fuseerde de gemeente Laissac met de gemeente Sévérac-l'Église tot de nieuwe gemeente Laissac-Sévérac-l'Église.

## Geografie
De oppervlakte van de voormalige gemeente Sévérac-l'Église bedraagt 13,8 km², de bevolkingsdichtheid is 30,3 inwoners per km².
De onderstaande kaart toont de ligging van Sévérac-l'Église met de belangrijkste infrastructuur en aangrenzende gemeenten.

## Demografie
Onderstaande figuur toont het verloop van het inwonertal (bron: INSEE-tellingen).
Vanwege een beveiligingsprobleem met de MediaWiki Graph-software is het momenteel niet mogelijk deze grafiek weer te geven. Zodra de software is bijgewerkt zal de grafiek vanzelf weer zichtbaar worden.